# Antifo (figlio di Tessalo)
Antifo (in greco antico: Ἄντιφος?, Ántiphos) era un personaggio della mitologia greca. Acheo e figlio di Tessalo (un discendente di Eracle) e di Calciope figlia di Euripilo re di Coo.

## Mitologia
Antifo parti per Troia assieme al fratello Fidippo (in quel periodo re di Coo) e dopo aver raccolto gli eserciti della loro città e quelli di Calimno, Scarpanto, Caso e Nisiro i due proseguirono al comando di trenta navi. Nei combattimenti Antifo venne ucciso da Ettore, o secondo altri autori da Sarpedonte.
Di Antifo altri autori raccontano che riuscì a sopravvivere alla guerra e nel ritorno a casa una tempesta lo dirottò in una terra che in seguito chiamò con il nome di suo padre Tessaglia.